# Gay (homosexualité)
Pour les articles homonymes, voir Gay et Gai.
 (octobre 2021).
Si vous disposez d'ouvrages ou d'articles de référence ou si vous connaissez des sites web de qualité traitant du thème abordé ici, merci de compléter l'article en donnant les références utiles à sa vérifiabilité et en les liant à la section « Notes et références ».

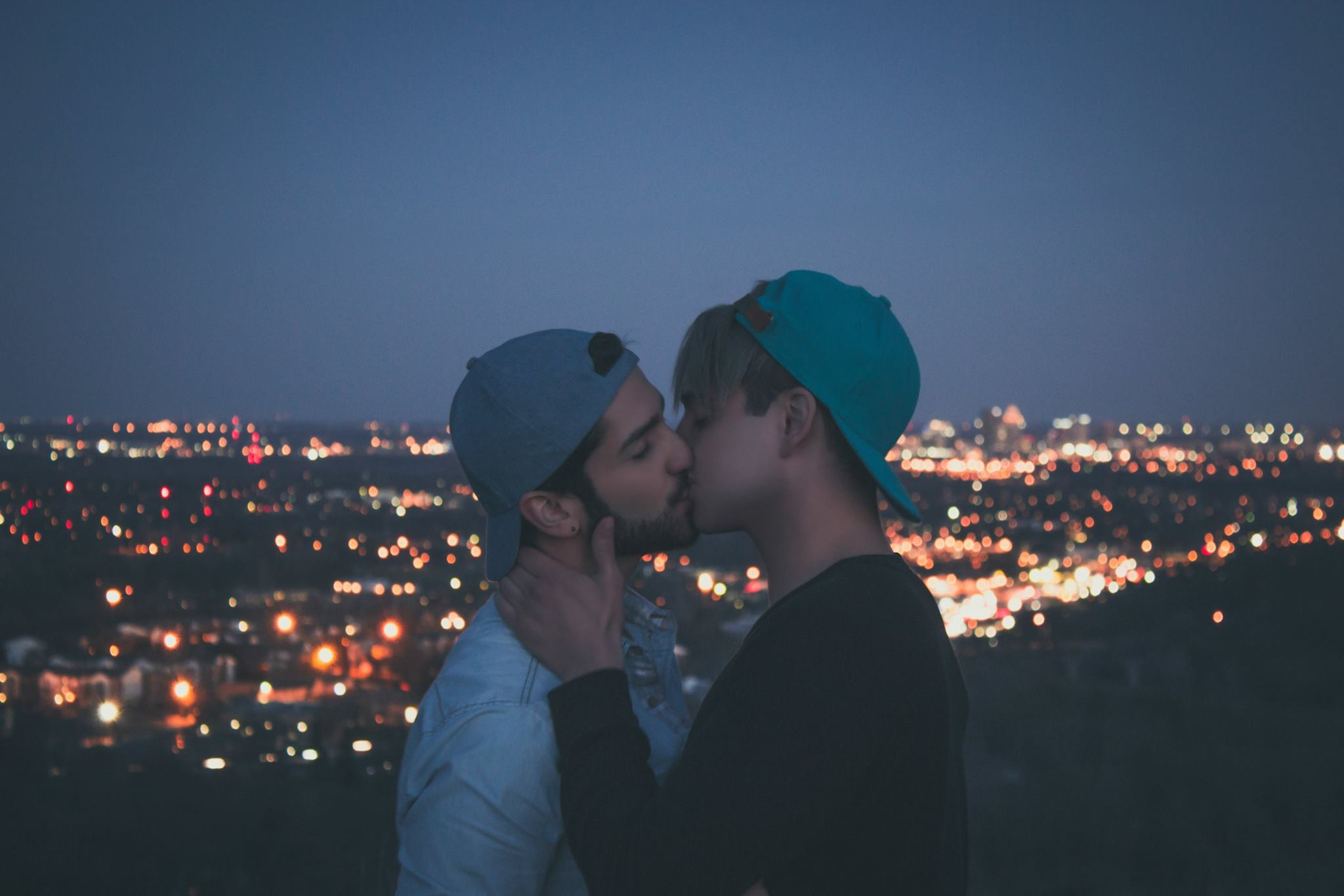
Couple de gays s'embrassant.

Un gay (également orthographié gai au Québec, aussi dit un homo) est un homme homosexuel, c'est-à-dire que son attirance amoureuse et/ou sexuelle est tournée vers des personnes de genre masculin et/ou parfois non binaire ou transféminin, ou une personne non binaire ou transféminine attirée par des personnes de genre masculin et/ou non cis (non binaire, transféminin) qui s'identifie en tant que gay. L'homosexualité ainsi désignée est généralement exclusive.
La catégorie de l'identité gay, conçue comme une disposition innée propre à des hommes spécifiques, a été construite par la médecine du XIXe siècle puis revendiquée par les hommes gays. Les communautés masculines gays partagent des pratiques culturelles, construites par exemple grâce à des lieux communs comme les bars gays.
Dans certains aspects de la vie, les gays se retrouvent avec des rapports différents à des expériences comme celles de la paternité, de la masculinité, de la spiritualité ou encore de la vieillesse. Ils sont aussi souvent confrontés à une hostilité systématique de la part de la société, appelée homophobie.

## Histoire du concept
Bien que le sexe entre hommes existe depuis aussi longtemps que le genre masculin, l'identité gay telle qu'elle est conçue aujourd'hui apparaît à l'époque moderne. Le travail le plus célèbre sur cette question est l'Histoire de la sexualité par Michel Foucault, lequel met en avant que l'idée d'une orientation homosexuelle inhérente à certaines personnes est un produit des sciences médicales du XIXe siècle qui est par la suite revendiqué par les gays eux-mêmes afin d'obtenir des droits.

## Étymologie

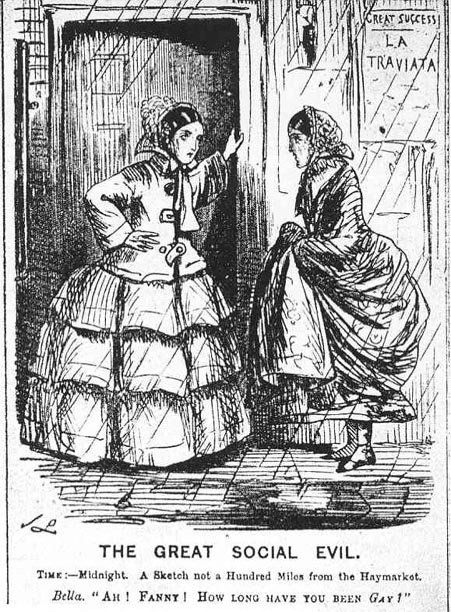
Dessin de Punch Magazine (1857), illustrant l'utilisation de gay comme un euphémisme pour prostituée. Une femme a dit à l'autre : How long have you been gay? (Depuis combien de temps es-tu gay ?). L'affiche sur le mur annonce La traviata, opéra de Giuseppe Verdi inspiré de La Dame aux camélias d'Alexandre Dumas, évoquant la vie d'une célèbre courtisane.

Le mot « gay » est utilisé en anglais à partir du XIIe siècle, venant du vieux français « gai ». Ce mot a été emprunté à l'occitan, et est très probablement d'origine germanique. Le mot est utilisé dans la littérature des troubadours dans les expressions gaya scienza ou gai saber, et signifie « pétulant », « gai ». Pour l'essentiel, le sens premier du mot est « joyeux », « sans souci », et le mot est très couramment utilisé en ce sens dans les discours et la littérature. Par exemple, l'optimisme des années 1890 est encore souvent dénommé, en anglais, « Gay Nineties ». Le titre d'un ballet français, la Gaîté parisienne (1938) de Manuel Rosenthal sur des thèmes d'Offenbach, illustre également cette connotation. Dès le XVIIe siècle, le terme gay est employé pour désigner ce qui a trait aux distractions et plaisirs immoraux, avant d'être associé au XIXe siècle à la prostitution.

### Dans le monde anglophone
À son origine jusqu'au milieu du XXe siècle, gay est essentiellement utilisé en référence au fait d'être « insouciant », « heureux » ou « lumineux et voyant ». L'historien George Chauncey suggère que c'est cette idée d'ostensibilité et de flamboyance qui conduisit les « tantes » (fairies) à adopter ce terme dès les années 1920 aux États-Unis, tout comme sa polysémie qui en permettait un usage codé, utilisable en présence de personnes « normales » (hétérosexuelles). Dans les sous-cultures urbaines d'hommes efféminés, le mot gay était alors employé pour désigner les bars et les rues où les membres de ces communautés se retrouvaient, sans désigner les homosexuels pour autant.
Le terme a commencé à être utilisé en référence aux relations entre personnes de même sexe en 1947, avec un usage qui remonte peut-être à 1868, au moment où le terme médical, homosexualité, a été inventé. Mais son usage populaire en ce sens n'existe que depuis les années 1950.
Progressivement, « gay » en est venu à être utilisé comme adjectif et parfois comme nom, en rapport aux personnes, aux pratiques et à la culture associées à ladite homosexualité. Cette signification apparaît aux États-Unis dans les années 1970, à la suite des émeutes de 1969 à New York, à travers les premières tenues de Gay Pride (la première fut Christopher Street Liberation Parade en 1970, coordonnée par Brenda Howard), qui visaient une pleine acceptation des homosexuels et non pas une tolérance mêlée d'hypocrisie. Une étymologie non avérée postule que les initiales GAY du slogan « We are Good As You ! » sont à l'origine du mot, mais il s'agit en réalité d'un rétroacronyme[réf. souhaitée].
À la fin du XXe siècle, le mot « gay » est d'usage courant en anglais pour désigner ce qui a trait aux personnes attirées par des personnes de même sexe et à l'univers qui s'y rattache (sexuel, social, culturel),. Le langage familier le distingue de « straight », un adjectif qui possède d'autres sens en anglais (conventionnel, franc, direct), qui lui confèrent donc un caractère plus normatif que son équivalent francophone, « hétéro ».
Dans un tout autre sens, un usage argotique à caractère péjoratif du mot apparaît dans certains pays anglo-saxons dans le courant des années 2000. Au Royaume-Uni, aux États-Unis et en Australie, gay peut ainsi revêtir une connotation moqueuse, non sexuelle, équivalente à « nul » ou « stupide » (par exemple : That's so gay!),.

#### Sexualisation
Il ne semble pas jusqu'au XXe siècle que le mot soit utilisé pour désigner spécifiquement les homosexuels, mais il avait précédemment acquis des connotations sexuelles.
Le mot semble être associé à l'immoralité à partir de 1637 et est utilisé à la fin du XVIIe siècle avec le sens de « dépendance aux plaisirs et à la débauche », et cela, par extension de la première signification du terme : « sans souci », impliquant « sans complexe au regard des contraintes morales ». Une femme « gay » est une prostituée, un homme « gay » est un homme à femmes et une maison « gay », un lupanar.
L'utilisation par la langue anglaise de « gay » dans le sens d'« homosexuel » est, à l'origine, une simple extension de la connotation sexualisée du mot, en « insouciance et désinvolture », qui implique une volonté d'ignorer les mœurs sexuelles respectables ou conventionnelles.
Cette utilisation serait documentée dès les années 1920 et il y a des indications pour une utilisation avant le XXe siècle, même si elle a d'abord été plus couramment utilisé pour définir des modes de vie hétérosexuelle sans contrainte, comme dans l'expression : « gay Lothario » ou dans le titre du livre (et du film) The Gay Falcon (1941), qui concerne un détective, homme à femmes, dont le prénom est Gay. Au milieu du XXe siècle, un célibataire d'âge moyen peut être décrit comme « gay », sans aucune implication de l'homosexualité.
Cet usage peut s'appliquer aux femmes également. La bande dessinée britannique Jane est publié pour la première fois dans les années 1930 et décrit les aventures de Jane Gay. Loin de l'homosexualité, il fait référence à un style de vie libre avec beaucoup d'amants.

#### Alternative à «homosexuel»
En 1929, la comédie musicale Bitter Sweet de Noël Coward contient une autre utilisation du mot dans un contexte qui implique fortement l'homosexualité. Dans la chanson Green Carnation (« L'Œillet vert »), dont le titre fait référence au célèbre œillet d'Oscar Wilde dont l'homosexualité avait défrayé la chronique, quatre dandys des années 1890 déclarent :
« Pretty boys, witty boys,
You may sneer
At our disintegration.
Haughty boys, naughty boys,
Dear, dear, dear!
Swooning with affectation…
And as we are the reason
For the “Nineties” being gay,
We all wear a green carnation. »
— Noël Coward, Bitter Sweet (1929)

« Garçons jolis, garçons futés
Vous pouvez ricaner
De notre délitement
Garçons hautains, garçons vilains,
Ouh là là !
Se pâmant avec affectation…
Et comme nous sommes la raison
Pour laquelle ces années 90 sont gays
Nous portons tous un œillet vert. »
— Bitter Sweet (1929)
D'autres usages, à cette date, ont la même ambiguïté. L'Impossible Monsieur Bébé (1938) est considéré comme le premier film à utiliser le mot « gay » en référence à l'homosexualité : dans une scène où les vêtements de Cary Grant ont été envoyés au nettoyage, il doit porter une robe de chambre féminine garnie de plumes. Quand un autre personnage s'enquiert du pourquoi de cette tenue, il répond : « Parce que je deviens gay tout d'un coup ! ». Cependant, étant donné que l'utilisation du mot pour désigner l'homosexualité est encore peu répandue à cette époque chez la plupart des spectateurs, la réplique peut aussi être interprétée comme signifiant « J'ai décidé de faire quelque chose de futile ». Il y a débat sur la signification de cette improvisation de Grant, la phrase ne figurant pas dans le script, notamment en raison des rumeurs concernant sa vie privée.
Le mot continue de fait à être utilisé avec le sens dominant d'« insouciance », comme en témoigne The Gay Divorcee (La Joyeuse Divorcée), un film musical de 1934 sur un couple hétérosexuel. Le film portait à l'origine le titre The Gay Divorce (« Le Joyeux Divorce »), comme la pièce de théâtre dont il est tiré – et, détail amusant, dont l'auteur, Cole Porter, bien que marié était connu pour ses liaisons homosexuelles – mais le Code Hays avait estimé que si toute femme divorcée pouvait être « gay », il serait inconvenant qu'un divorce apparaisse ainsi.
En Grande-Bretagne, où l'homosexualité masculine était illégale jusqu'au Sexual Offences Act de 1967, l'accusation publique d'une personne comme « homosexuelle » était considérée comme outrageante et synonyme d'activités criminelles graves. En outre, aucun des mots décrivant les aspects de l'homosexualité n'est jugé approprié pour la bonne société. En conséquence, un certain nombre d'euphémismes ironiques est utilisé comme allusion à une homosexualité présumée.
Si la signification originelle du mot continue à être utilisée dans la culture populaire, notamment la chanson thème de la série télévisée d'animation des années 1960 Les Pierrafeu, où les spectateurs sont assurés d'« avoir un vieux temps gai », have a gay old time ou en 1966, la chanson des Herman's Hermits, No Milk Today (Top 10 au Royaume-Uni et Top 40 aux États-Unis), qui proclame « No milk today, it wasn't always so / The company was gay, we'd turn night into day », le nouveau sens du mot « gay » est néanmoins suffisamment bien connu pour être utilisé en 1963 par Albert Ellis, dans son livre The Intelligent Woman's Guide to Man-Hunting. Dans la chanson I Feel Pretty de West Side Story (1961), Maria chante : « I feel pretty and witty and gay » ; l'évolution du sens de l'expression dans le langage courant a conduit, dans certaines versions, à modifier le texte en remplaçant « gay » par « bright »…

## Variation sémantique
L'orientation sexuelle, le comportement et l'identification personnelle ne sont pas forcément aussi tranchées d'un individu à l'autre. Les termes gay et homosexuel sont synonymes. Toutefois, certains considèrent que le terme gay est une question d'identité personnelle, alors que le terme homosexuel fait référence à l'orientation sexuelle.
Récemment, le terme « hommes ayant des rapports sexuels avec des hommes » (« HSH ») est devenu le terme médical pour désigner les hommes s'engageant ou s'étant déjà engagés dans des relations sexuelles avec d'autres hommes, quelle que soit la définition qu'ils ont de leur orientation sexuelle. En effet, pour de multiples raisons, nombre de ces hommes peuvent ne pas se définir comme homosexuels, bisexuels ou pansexuels, certains se qualifiant même d'hétérosexuels, : les pratiques sexuelles peuvent ainsi diverger de l'identité dont on se réclame,.
La catégorie de l'orientation sexuelle gay masculine, étant historiquement liée à celle de l'efféminement et de la variation de genre, est souvent utilisée de manière interchangeable avec des concepts adjacents ou qui la recoupent de manière floue. Notamment, le néologisme d'uraniste a été populaire pendant un temps pour penser la diversité de sexualité plutôt comme une forme de troisième genre. La plupart des termes sont empreints de la vision négative des hommes gays prévalente dans la société: associés à la pédérastie à travers « pédé » et sa variante « pédale », à la folie avec « folles », voire tout simplement à la féminité avec d'autres insultes homophobes comme « maricón » (de Maria), « tunte » (de tante) ou « sissy » (de sister).
En réaction, l'identité gay masculine est souvent conçue comme strictement une affaire d'orientation sexuelle, sans toucher du tout à la virilité des homosexuels. Pourtant, cette distinction trouve ses limites dans les contextes où certaines identités de genre queer marginalisées ne peuvent pas rentrer dans les cases des classements qui partitionnent absolument homosexualité et transsexualité, par exemple dans le cas des femminielli. Ce cas de figure, où le cadre d'analyse de l'homosexualité masculine arraché aux sciences médicales européennes du XIXe siècle par les activistes rentre en décalage avec d'autres manières d'envisager les différences de genre et de sexualité, est particulièrement commun dans les colonies et les pays en situation post-coloniale. Il peut par exemple surgir dans les interactions entre touristes gays et les membres d'autres minorités sexuelles comme les katoï. L'anthropologue Serge Tcherkézoff a mis en avant cette problématique du regard métropolitain contribuant à l'oppression des sexualités polynésiennes lorsque des frontières sont dessinées entre raerae et mahu, calquées sur une conception rigide du gay masculin et du trans féminin. De manière générale, la pertinence de l'idée d'une identité gay unique et cohérente, certes historiquement utile dans la lutte, est parfois remise en cause aujourd'hui en faveur de la reconnaissance de la diversité des expériences gays.

### Usage péjoratif dans le monde anglophone
Dans la langue anglaise, lorsqu'il est utilisé avec une attitude moqueuse, le terme « gay » peut être considéré péjoratif. Tout en conservant ses autres sens, il est également d'une « large utilisation courante » chez les jeunes, comme un terme général de dénigrement,, ce qui est encore assimilé par certains à de l'homophobie, même s'il perd tout caractère sexuel. Cette utilisation péjorative a ses origines à la fin des années 1970.
En 2006, un auditeur porte plainte auprès du Board of Governors de la BBC après l'utilisation du mot dans ce sens par Chris Moyles dans son émission sur Radio 1 : parlant d'une sonnerie de téléphone qu'il déteste, il précise « I don't want that one, it's gay ». Le Conseil, indique que « le mot « gay », en plus d'être utilisé pour signifier « homosexuel » ou « sans souci », est aujourd'hui souvent utilisé pour signifier « pourri » ou « nul ». Il s'agit de la généralisation d'un usage courant chez les jeunes. Le Conseil lui-même « comprend le sens de ce mot dans ce contexte. […] S'adressant à une cible jeune, on attend de Moyles qu'il utilise les mêmes expressions et mots que ses auditeurs. […] Cela n'avait aucun caractère homophobe. » Le Conseil recommande néanmoins « la prudence quant à l'utilisation » du terme, celle-ci « pouvant être offensante pour certains auditeurs ».
Les dirigeants de la BBC ont été fortement critiqués par le ministre de la Jeunesse, Kevin Brennan, qui a déclaré en réponse que « l'usage occasionnel d'un langage homophobe par les grands DJ de radio » est « trop souvent considéré comme d'inoffensives plaisanteries au lieu de l'insulte offensante que cela représente. […] Ignorer ce problème, c'est s'associer à eux. Fermer les yeux sur cette appellation occasionnelle, regarder ailleurs parce que c'est une option facile, est tout simplement intolérable. »
Peu de temps après l'incident Moyles, une campagne contre l'homophobie est lancée en Grande-Bretagne, avec le slogan « l'homophobie est gay », en jouant sur le double sens du mot « gay » dans la culture des jeunes.

## Symboles
Divers symboles sont utilisés par et pour les hommes gays, dont de nombreux sont communs avec le reste des personnes lesbiennes, bisexuelles, trans et plus, notamment le drapeau arc-en-ciel LGBT. Davantage spécifiques aux gays sont par exemple le triangle rose, qui avait été utilisé dans les camps de concentration nazis puis a été repris par les militants contre le sida, et l'œillet vert.

## Identités et communautés
Au sein des différentes communautés gais dans le monde, il est commun que les hommes prennent des identités spécifiques comme notamment celle de la communauté bear ou de la communauté cuir.

## Socialité gay
Entre hommes gays, l'amitié peut acquérir des dimensions particulières, avec par exemple la formation de groupes d'amis gays se soutenant les uns les autres. Entre eux, les hommes gays parlent souvent des uns et des autres au féminin, de manière joueuse. Certains hommes non-hétérosexuels se définissent cependant aussi par leur extériorité à ce genre de réseaux homosexuels, regroupés sous l'appellation « milieu gay » (gay scene).
Dans la vie des hommes gays, les amitiés avec les collègues de travail jouent souvent un rôle plus important que celles avec des membres de la famille. Pour Michel Foucault et d'autres, les relations gays n'ont pas nécessairement besoin d'être pensées sur le modèle de l'amour tel qu'il a été codifié par le mouvement romantique à partir des idéaux courtois et chrétiens: au contraire des visions répandues sur l'homosexualité comme l'expression d'un rapport de pouvoir, on pourrait trouver un autre modèle dans les sens anciens de l'amitié.
Dans les relations intimes entre hommes gais ou bisexuels, il y a des formes de violence conjugale équivalentes à celles rencontrées chez les hétérosexuel·les, mais qui présentent des spécificités comme l'usage de l'outing ou de l'homophobie.

### Télécommunications
Depuis l'apparition de l'Internet dans les années 90, les hommes gay et bisexuels ont utilisé ce nouveau moyen de communication pour se connecter et avoir des discussions politiques ou poster des petites annonces pour se rencontrer. Au fil des années, de plus en plus d'espaces communautaires pour le hommes gays se sont formés en ligne. Dans les années 2010, les sites et les applications de rencontre en ligne sont devenues un canal prépondérant de socialité et de drague gay.

### Avec les femmes
Les hommes gais et les femmes hétéro forment souvent des amitiés privilégiées, qui leur permettent de se trouver d'égal à égale.

### Avec les hommes hétéro
Les amitiés entre hommes gays et hétéro sont souvent caractérisées par des non-dits et une tolérance fondée sur une masculinité partagée.

## Érotisme gay

### Pornographie
De nombreuses œuvres pornographiques sont dévouées aux hommes gays. Une synthèse de la littérature scientifique sur le sujet en date de 2015 distingue différentes manières d'analyser le phénomène, partiellement contradictoires, selon lesquelles la pornographie gay :
1. serait néfaste car elle donne à voir des relations de pouvoir injustes, reproduisant par exemple l'hétéronormativité des catégories de « passif » et « actif » ;
2. devrait être améliorée, notamment pour dépasser les stéréotypes ethniques sur lesquels elle repose ;
3. devrait jouer un rôle plus responsable dans la santé publique, notamment en promouvant l'éducation sexuelle sur les infections sexuellement transmissibles ;
4. révèle des spécificités culturelles ou sociologiques, par exemple sur la désirabilité de l'efféminement gay en Russie ou sur les mauvaises conditions de travail des acteurs porno ;
5. ou permet de valoriser des identités opprimées et de queeriser les identités dominantes, par exemple en mettant en scène des situations utopiques où l'hétéro-patriarcat est soudainement renversé.

### Histoire de l'art
Dans l'histoire de l'art, on trouve de tout temps des représentations homoérotiques et d'affection amoureuse entre hommes, mais c'est seulement au fil de l'histoire moderne de l'apparition de l'identité gay, qui aboutit au XIXe siècle, qu'ont proprement débuté les relations entre mondes de l'art et mondes homosexuels. Depuis la formation de l'idée moderne d'art, les homosexuels y ont été particulièrement associés, avec notamment un imaginaire de l'artiste comme un homme menant un style de vie excentrique, y compris érotiquement. La personnalité d'Oscar Wilde, tel qu'il se représente notamment dans Le Portrait de Dorian Gray, est une figure représentative de ce rapprochement entre homosexuels et artistes. Un autre exemple est le stéréotype sur les danseurs classiques masculins en Occident. Dans la réalité toutefois, selon un état des recherches scientifiques en date de 1992 sur l'hypothèse d'une propension particulière à la créativité artistique chez les hommes gais, il n'y a pas encore suffisamment de preuves pour ou contre.
Au-delà de cette représentation, de nombreux travaux de critique d'art ont mis en avant les manières dont l'art peut être investi ou réinvesti par les hommes gais à travers la reconnaissance d'icônes gaies dans des personnages canoniques comme David ou Sébastien,. Cette charge érotique codée dans des figures respectables – souvent en vertu de leur importance religieuse – permet aux hommes gais ayant le privilège d'accéder à l'art de se connecter esthétiquement et semi-publiquement.

## Paternité

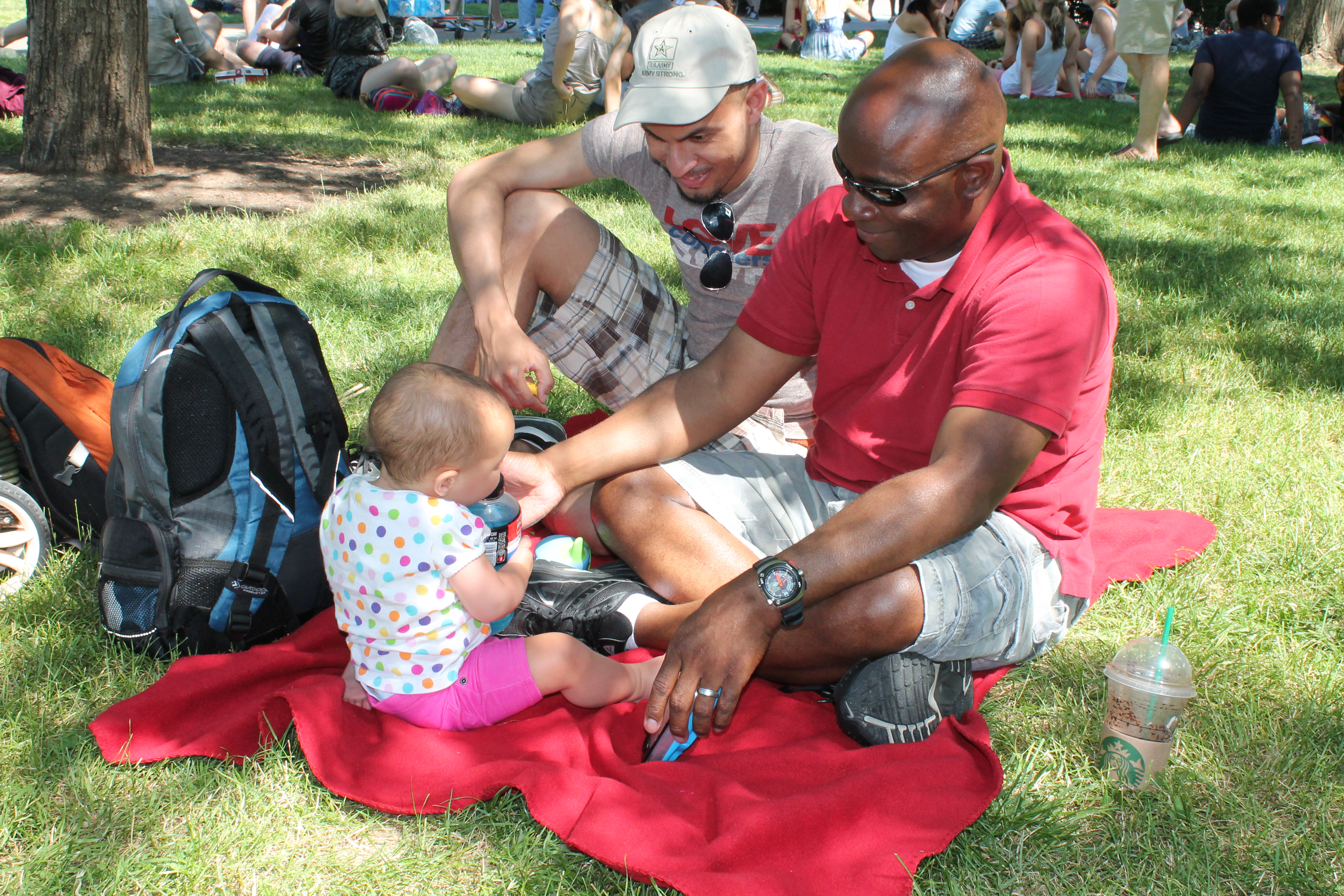
Un couple d'hommes avec leur bébé.

Les hommes gais ont des rapports divers à la paternité. Certains pères se rendent compte qu'ils sont gays au long de leur vie, après avoir eu des enfants dans une relation hétérosexuelle. Certains hommes gays choisissent de fonder des familles monoparentales, tandis que d'autres élèvent un ou des enfants au sein de leur couple, de leur trouple ou d'autres configurations familiales,.
Lorsqu'ils deviennent pères, les hommes gais se retrouvent généralement à devoir faire des arrangements vis-à-vis de structures et d'attentes sociales qui sont conçues pour des familles nucléaires hétérosexuelles. Selon Abbie Goldberg, on peut observer que les pères homos reprennent à la fois des éléments de l'hétéronormativité dans leurs manières de construire des familles, et en même temps inventent de nouvelles façons de faire.
Les hommes gais qui forment le projet d'élever un enfant ont souvent recours à l'adoption, qui est alors parfois dite homoparentale. Ils passent également par la gestation pour autrui, le confiage (une forme d'hospitalité en tant que famille d'accueil), ou bien enfantent eux-mêmes lorsque leur corps leur permet. Certains pères gais s'associent à des femmes, par exemple un couple lesbien, auxquelles ils peuvent notamment donner leur sperme pour ensuite élever ensemble leur progéniture.

## Vieillesse
Les hommes gays peuvent ressentir de manière particulière l'isolement qui est lié à la vieillesse.

## Masculinité
Les gays sont pris dans un rapport particulier aux identités de genre masculines, car la masculinité hégémonique est comprise comme nécessairement hétérosexuelle. L'efféminement est ainsi souvent traité comme une tare par la société, et les gays y sont particulièrement associés, à travers des stéréotypes comme celui de la folle. Certains hommes gays se retrouvent alors à revendiquer davantage de masculinité – développant parfois une homophobie intériorisée– tandis que d'autres assument la variance de genre,. Au sein même des cercles homosexuels, il y a ainsi des tensions politiques autour de la conformité à la masculinité, de la flamboyance et de la politique de la respectabilité.
Les préférences sexuelles des hommes gays jouent souvent un rôle dans leur relation à la masculinité, particulièrement selon qu'ils s'identifient comme passifs, actifs ou versatiles.
Dans la scène politique allemande, Andreas Heilmann observe qu'au cours des dernières décennies, de plus en plus d'hommes politiques ont réussi à faire carrière en étant sortis du placard. Cela pourrait donner l'impression qu'il existerait désormais une masculinité homo normalisée, mais l'acceptation de ces figures n'est que provisoire selon l'auteur, qui répertorie des indices que l'homophobie continue à se reproduire en exigeant une masculinité parfaite et lisse.

## Spiritualité
Selon l'anthropologue Peter Savastano, comme la majorité des idées et pratiques religieuses dans le monde excluent ou dénigrent les hommes gais, ces derniers sont souvent conduits à réinventer leurs relations au sacré. Savastano argumente ainsi que les hommes gais qui se livrent à ce genre de réinterprétations queer des spiritualités s'arrogent des rôles du type fripon.

## Bien-être
Les hommes gais font face à des anxiétés particulières liées par exemple à l'image de soi, à un manque de connexion intime, ou à l'usage drogues dans le cadre du chemsex.

## Homophobie
L'histoire montre que l'homophobie envers les hommes gais prend à certains égards des formes différentes des autres formes de LGBT-phobie. Par exemple, davantage d'efforts ont été consacrés à trouver une explication biologique de la sexualité des hommes homos que de celle des lesbiennes, souvent dans l'idée de pouvoir corriger ou prévenir ce qui est vu comme un défaut. Une méta-analyse de 2018 met également en avant que certains gens hétérosexuels ressentent du dégoût face aux hommes gais.